# Майданчик для ігор пристрасті
Майданчик для ігор пристрасті (англ. Passion's Playground) — американська драма режисера Дж. А. Беррі 1920 року.

## У ролях
- Кетрін Макдональд — Мері Грант
- Норман Керрі — принц Ванно Делла Роббіа
- Нелл Крейг — Марі Грант
- Едвін Стівенс — лорд Даунтрі
- Вірджинія Ейнсуорт — леді Даунтрі
- Рудольф Валентіно — принц Анджело Делла Роббіа
- Еліс Вілсон — Додо Вардропп
- Говард Гає — Джеймс Ганафорд
- Фанні Феррарі — Ідіна Бленд
- Сільвія Жослін — Моллі Максвелл